# Porjus södra
Porjus södra är en bebyggelse i Jokkmokks distrikt (Jokkmokks socken) i Jokkmokks kommun. Bebyggelsen klassades av SCB före 2015 som ingående i tätorten Porjus. Vid avgränsningen 2015 klassades den som en separat småort, vilken vid avgränsningen 2020 hade färre än 50 bofasta och då avregistrerades. 

## Befolkningsutveckling
| Befolkningsutvecklingen i Porjus (södra delen) 2010–2015                                                                                           | Befolkningsutvecklingen i Porjus (södra delen) 2010–2015 | Befolkningsutvecklingen i Porjus (södra delen) 2010–2015 | Befolkningsutvecklingen i Porjus (södra delen) 2010–2015 | Befolkningsutvecklingen i Porjus (södra delen) 2010–2015 |
| --- | -------------------------------------------------------- | -------------------------------------------------------- | -------------------------------------------------------- | -------------------------------------------------------- |
| |                                                          |                                                          |                                                          |                                                          |
| År |                                                          |                                                          | Folkmängd                                                | Areal (ha)                                               |
| 2010 | 2010                                                     |                                                          | 84                                                       | 16##                                                     |
| 2015 | 2015                                                     |                                                          | 103                                                      | 16#                                                      |
| Anm.: Ny småort 2015, utbruten ur tätorten Porjus. # Som småort. ## Befolkningen 31 december 2010 inom det område som avgränsades som småort 2015. |                                                          |                                                          |                                                          |                                                          |